# 1996-os labdarúgó-Európa-bajnokság (selejtező – 3. csoport)
Az 1996-os labdarúgó-Európa-bajnokság selejtezőjének 3. csoportjának mérkőzéseit tartalmazó lapja. A csoportban Svédország, Svájc, Magyarország, Izland és Törökország szerepelt. A csapatok körmérkőzéses, oda-visszavágós rendszerben játszottak egymással.
Svájc és Törökország kijutott az 1996-os labdarúgó-Európa-bajnokságra.

## Tabella
| Hely. | Csapat       | M | Gy | D | V | G+ | G– | Gk | P  | Továbbjutás                            |     | Svájc | Törökország | Svédország | Magyarország | Izland |
| ----- | ------------ | - | -- | - | - | -- | -- | -- | -- | -------------------------------------- | --- | ----- | ----------- | ---------- | ------------ | ------ |
| 1.    | Svájc        | 8 | 5  | 2 | 1 | 15 | 7  | +8 | 12 | Kijutott az 1996-os Európa-bajnokságra |     | —     | 1–2         | 4–2        | 3–0          | 1–0    |
| 2.    | Törökország  | 8 | 4  | 3 | 1 | 16 | 8  | +8 | 11 | Kijutott az 1996-os Európa-bajnokságra |     | 1–2   | —           | 2–1        | 2–0          | 5–0    |
| 3.    | Svédország   | 8 | 2  | 3 | 3 | 9  | 10 | −1 | 7  |                                        |     | 0–0   | 2–2         | —          | 2–0          | 1–1    |
| 4.    | Magyarország | 8 | 2  | 2 | 4 | 7  | 13 | −6 | 6  |                                        | 2–2 | 2–2   | 1–0         | —          | 1–0          |        |
| 5.    | Izland       | 8 | 1  | 2 | 5 | 3  | 12 | −9 | 4  |                                        | 0–2 | 0–0   | 0–1         | 2–1        | —            |        |

## Mérkőzések
Az időpontok helyi idő szerint értendők.
| 1994. szeptember 7. 20:00 |

| Magyarország          | 2–2               | Törökország           |
| --------------------- | ----------------- | --------------------- |
| Kiprich 4' Halmai 45' | (2–0) Jegyzőkönyv | Şükür 66' Korkmaz 70' |

| Népstadion, Budapest Nézőszám: 20 000 Játékvezető: Pierluigi Pairetto (olasz) |

| 1994. szeptember 7. 20:00 |

| Izland | 0–1               | Svédország   |
| ------ | ----------------- | ------------ |
|        | (0–1) Jegyzőkönyv | Ingesson 36' |

| Laugardalsvöllur, Reykjavík Nézőszám: 14 361 Játékvezető: Leslie Mottram (skót) |

| 1994. október 12. 20:00 |

| Törökország                              | 5–0               | Izland |
| ---------------------------------------- | ----------------- | ------ |
| Sancakli 8' 26' Şükür 27' 61' Yalçin 65' | (3–0) Jegyzőkönyv |        |

| Ali Sami Yen Stadium, Isztambul Nézőszám: 11 280 Játékvezető: Nikolai Levnikov (orosz) |

| 1994. október 12. 20:00 |

| Svájc                                                     | 4–2               | Svédország                 |
| --------------------------------------------------------- | ----------------- | -------------------------- |
| Ohrel 36' Blomqvist 63' (öngól) Sforza 78' Türkyilmaz 80' | (1–1) Jegyzőkönyv | K. Andersson 5' Dahlin 61' |

| Wankdorfstadion, Bern Nézőszám: 24 000 Játékvezető: David Elleray (angol) |

| 1994. november 16. 19:00 |

| Svédország            | 2–0               | Magyarország |
| --------------------- | ----------------- | ------------ |
| Brolin 42' Dahlin 69' | (1–0) Jegyzőkönyv |              |

| Råsunda Stadion, Stockholm Nézőszám: 27 571 Játékvezető: Mario van der Ende (holland) |

| 1994. november 16. 20:00 |

| Svájc      | 1–0               | Izland |
| ---------- | ----------------- | ------ |
| Bickel 45' | (1–0) Jegyzőkönyv |        |

| Stade Olympique de la Pontaise, Lausanne Nézőszám: 15 800 Játékvezető: Patrick Kelly (ír) |

| 1994. december 14. 20:00 |

| Törökország | 1–2               | Svájc                |
| ----------- | ----------------- | -------------------- |
| R.Çetin 41' | (1–2) Jegyzőkönyv | Koller 6' Bickel 16' |

| Ali Sami Yen Stadium, Isztambul Nézőszám: 22 516 Játékvezető: Ion Crăciunescu (román) |

| 1995. március 29. 20:30 |

| Törökország         | 2–1               | Svédország                  |
| ------------------- | ----------------- | --------------------------- |
| Aşik 63' Yalçin 73' | (0–1) Jegyzőkönyv | K. Andersson 23' (11-esből) |

| BJK İnönü Stadium, Isztambul Nézőszám: 12 526 Játékvezető: Alfredo Trentalange (olasz) |

| 1995. március 29. 20:15 |

| Magyarország          | 2–2               | Svájc          |
| --------------------- | ----------------- | -------------- |
| Kiprich 52' Illés 76' | (0–0) Jegyzőkönyv | Subiat 78' 84' |

| Népstadion, Budapest Nézőszám: 13 000 Játékvezető: Alfred Wieser (osztrák) |

| 1995. április 26. 20:00 |

| Svájc        | 1–2               | Törökország                |
| ------------ | ----------------- | -------------------------- |
| Hottiger 37' | (1–1) Jegyzőkönyv | Şükür 17' Temizkanoğlu 56' |

| Wankdorfstadion, Bern Nézőszám: 24 000 Játékvezető: Frans van den Wijngaert (belga) |

| 1995. április 26. 20:05 |

| Magyarország | 1–0               | Svédország |
| ------------ | ----------------- | ---------- |
| Halmai 2'    | (1–0) Jegyzőkönyv |            |

| Népstadion, Budapest Nézőszám: 8300 Játékvezető: Antonio Jesús Lõpez Nieto (spanyol) |

| 1995. június 1. 19:00 |

| Svédország            | 1–1               | Izland            |
| --------------------- | ----------------- | ----------------- |
| Brolin 16' (11-esből) | (1–1) Jegyzőkönyv | A.Gunnlaugsson 3' |

| Råsunda Stadion, Stockholm Nézőszám: 25 676 Játékvezető: Atanas Uzunov (bolgár) |

| 1995. június 11. 20:00 |

| Izland                     | 2–1               | Magyarország |
| -------------------------- | ----------------- | ------------ |
| Bergsson 61' S.Jónsson 68' | (0–1) Jegyzőkönyv | Vincze 20'   |

| Laugardalsvöllur, Reykjavík Nézőszám: 4474 Játékvezető: Alain Sars (francia) |

| 1995. augusztus 16. 21:00 |

| Izland | 0–2               | Svájc                  |
| ------ | ----------------- | ---------------------- |
|        | (0–2) Jegyzőkönyv | Knup 4' Türkyılmaz 18' |

| Laugardalsvöllur, Reykjavík Nézőszám: 8387 Játékvezető: Ryszard Wójcik (lengyel) |

| 1995. szeptember 6. 19:00 |

| Svédország | 0–0         | Svájc |
| ---------- | ----------- | ----- |
|            | Jegyzőkönyv |       |

| Ullevi, Göteborg Nézőszám: 40 505 Játékvezető: Piero Ceccarini (olasz) |

| 1995. szeptember 6. 20:00 |

| Törökország  | 2–0               | Magyarország |
| ------------ | ----------------- | ------------ |
| Şükür 9' 31' | (2–0) Jegyzőkönyv |              |

| BJK İnönü Stadium, Isztambul Nézőszám: 25 358 Játékvezető: Václav Krondl (cseh) |

| 1995. október 11. 20:30 |

| Svájc                               | 3–0               | Magyarország |
| ----------------------------------- | ----------------- | ------------ |
| Türkyilmaz 23' Sforza 56' Ohrel 88' | (1–0) Jegyzőkönyv |              |

| Hardturm, Zürich Nézőszám: 21 000 Játékvezető: Charles Agius (máltai) |

| 1995. október 11. 20:00 |

| Izland | 0–0         | Törökország |
| ------ | ----------- | ----------- |
|        | Jegyzőkönyv |             |

| Laugardalsvöllur, Reykjavík Nézőszám: 2308 Játékvezető: Hartmut Strampe (német) |

| 1995. november 11. 17:00 |

| Magyarország | 1–0               | Izland |
| ------------ | ----------------- | ------ |
| Illés 55'    | (0–0) Jegyzőkönyv |        |

| Illovszky Rudolf Stadion, Budapest Nézőszám: 1120 Játékvezető: Georgios Bikas (görög) |

| 1995. november 15. 19:00 |

| Svédország                       | 2–2               | Törökország                        |
| -------------------------------- | ----------------- | ---------------------------------- |
| Alexandersson 25' Pettersson 64' | (1–0) Jegyzőkönyv | Şükür 63' P. Andersson 72' (öngól) |

| Råsunda Stadion, Stockholm Nézőszám: 16 238 Játékvezető: Ryszard Wójcik (lengyel) |